# Museo preistorico di Pofi
Il museo preistorico si trova a Pofi nel Lazio meridionale e ricostruisce la vita nel corso della preistoria degli uomini insediati nel territorio circa un milione di anni fa. L'allestimento consente di rivivere il tipo di esistenza condotto dai popoli locali durante l'età della pietra. Viene dato risalto alla vita dell'uomo, all'ambiente in cui viveva con riferimento alla fauna presente in quei tempi.

## Storia
Fondato nel 1959 da Pietro Fedele, allora sindaco della cittadina laziale, ma aperto al pubblico soltanto dal marzo 2001, espone il cranio dell'Uomo di Ceprano, Argil, che è considerato il più antico reperto fossile presente nei musei d'Italia e uno fra i più antichi dell'intera Europa. Il reperto è stato scoperto dal professor Italo Biddittu nel 1994.
L'esposizione del pezzo più importante è stata inserita in una raccolta di altri reperti, organizzata in quaranta bacheche, trovati nell'area di riferimento e compatibili con la vita degli uomini e degli animali che abitavano la zona all'epoca.
Il museo viene gestito dal comune di Pofi ed è visitabile secondo gli orari visibili nel sito ufficiale.